# Drapeniersbrug
De Drapeniersbrug is een brug in het centrum van de Nederlandse stad Delft, provincie Zuid-Holland. De brug is een rijksmonument. De brug stamt mogelijk uit de 18e eeuw en overbrugt de gracht.

## Naam
De gemetselde boogbrug is genoemd naar de drapeniers (lakenbereiders of lakenwevers) die alleen nabij deze brug, ten oosten van Vrouwjuttenland en Verwersdijk, aan de rand van de binnenstad, hun bedrijf mochten uitoefenen.